# Cavidade craniana

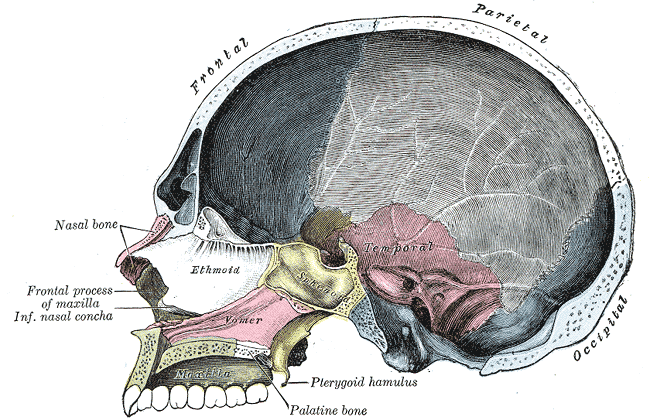
A cavidade craniana

A cavidade craniana, também conhecida como espaço intracraniano, é o espaço dentro do crânio que acomoda o cérebro. A cavidade é formada por oito ossos cranianos conhecidos como neurocrânio, que nos humanos inclui a calota craniana e forma a caixa protetora ao redor do cérebro. O restante do crânio é chamado de esqueleto facial. As meninges são membranas protetoras que circundam o cérebro para minimizar os danos quando há traumatismo craniano. A meningite é a inflamação das meninges causada por infecções bacterianas ou virais. A capacidade de uma cavidade craniana humana adulta é de 1.200-1.700 cm3.